# Oeonus (bướm nhảy)
Oeonus là một chi bướm ngày thuộc họ Bướm nâu.